# Vrčkovnik
Vrčkovnik je priimek več znanih Slovencev:
- Irena Vrčkovnik (*1968), pevka zabavne glasbe